# Al-Dżadida
Al-Dżadida (arab. الجديدة, fr. El Jadida), dawniej: Mazagan (port. Mazagão) – miasto w zachodnim Maroku, na wybrzeżu Oceanu Atlantyckiego, na południowy zachód od Casablanki, ok. 144 tys. mieszkańców.
Miasto zostało założone przez Portugalczyków na początku XVI wieku i pozostało pod ich kontrolą aż do roku 1769, kiedy to zajął je marokański sułtan Muhammad III. Portugalskich mieszkańców ewakuowano i przesiedlono wówczas do Brazylii. Za panowania Francuzów na początku XX wieku miasto stało się ważnym ośrodkiem administracyjnym regionu. Obecnie Al-Dżadida i położone obok miasteczko Sidi Buzid są miejscem wypoczynku większości Marokańczyków podczas wakacji ze względu na rozległą plażę. Obok miasta znajduje się pięciogwiazdkowy resort Mazagan, który przyciąga marokańską elitę, jak również turystów z Europy i krajów Zatoki Perskiej. Mazagan posiada wiele atrakcji, m.in. pole golfowe zaprojektowane przez Gary'ego Playera, kasyno, kluby nocne i restauracje.
Pozostałości portugalskiego miasta w Al-Dżadidzie wpisano w 2004 roku na listę światowego dziedzictwa UNESCO.

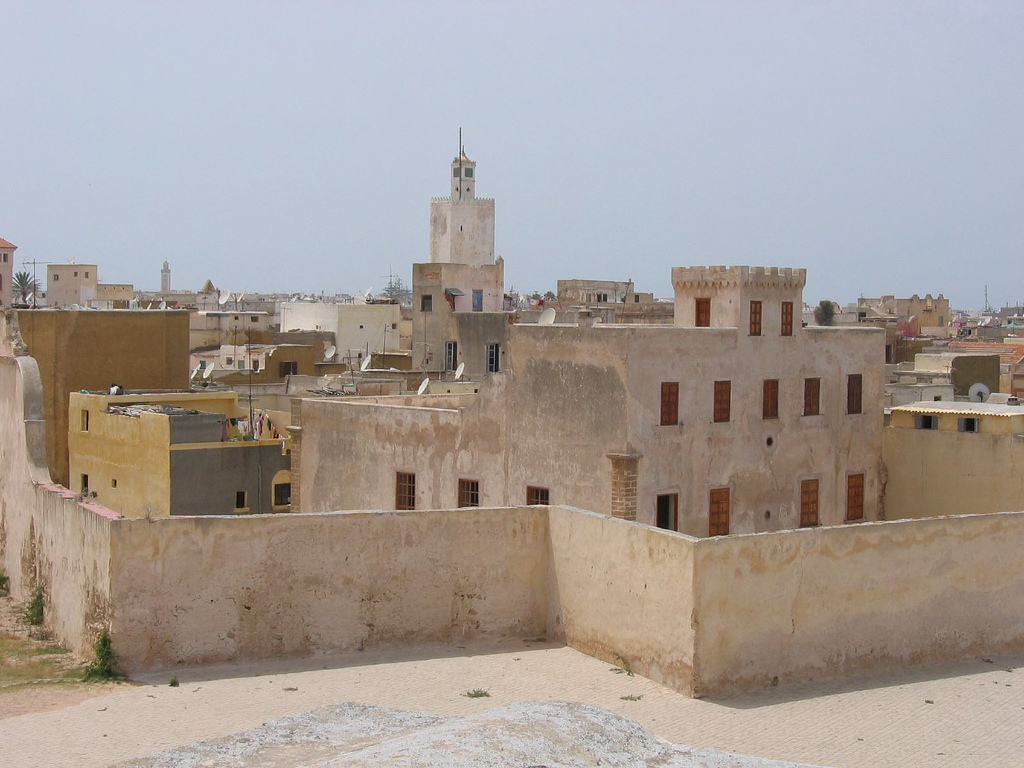
Medyna w Al-Dżadidzie
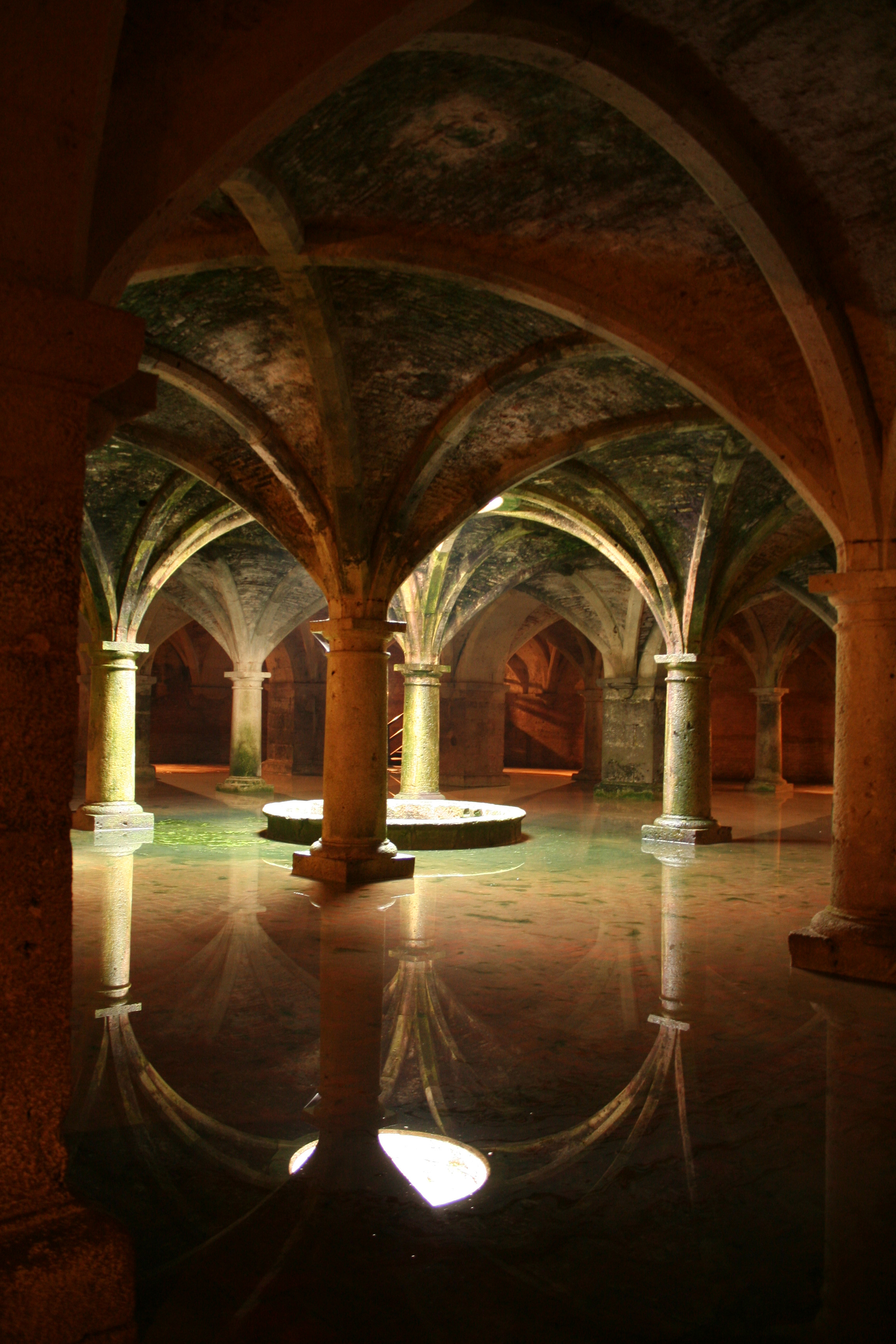
Portugalska cysterna
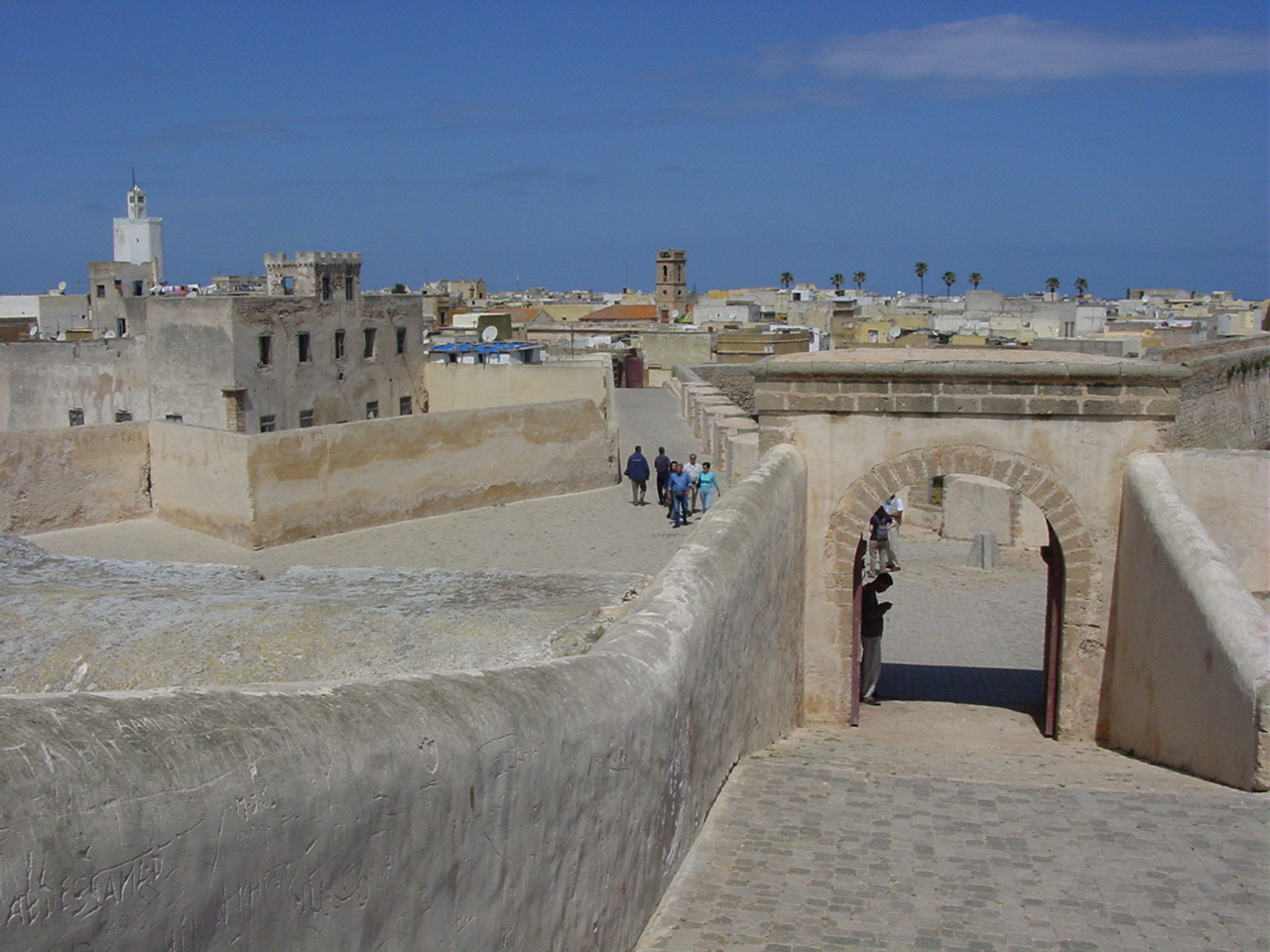
Forteca

## Literatura
- Laurent Vidal, Mazagan, miasto, które przepłynęło Atlantyk. Z Maroka do Amazonii (1769-1783), PIW Warszawa 2008.